# Sedum tenellum
Sedum tenellum är en fetbladsväxtart som beskrevs av Friedrich August Marschall von Bieberstein. Sedum tenellum ingår i Fetknoppssläktet som ingår i familjen fetbladsväxter. Inga underarter finns listade i Catalogue of Life.